# حسين هزاع المجالي
حسين هزاع المجالي (24 يناير 1960، مدينة عمان)، سياسي عسكري ووزير أردني سابق. شغل سابقا منصب وزير الداخلية في حكومة عبد الله نسور، ومنصب مدير الأمن العام. التحق بالقوات المسلحة الأردنية عام 1982، وحالياً هو عضو في مجلس الأعيان الأردني منذ 19 يناير 2017.

## حياته
ولد حسين في عمان بالأردن عام 1960، وهو العام الذي اغتيل فيه والده رئيس الوزراء هزاع المجالي. شقيقه هو أيمن المجالي الذي شغل سابقا منصب نائب رئيس الوزراء الأسبق ويشغل حاليا منصب عضو في البرلمان الأردني.
التحق بالقوات المسلحة الأردنية عام 1982 برتبة ملازم. نال درجة البكالوريوس في العلوم السياسية من الولايات المتحدة الاميركية عام 1981، وبكالوريوس وماجستير في العلوم العسكرية من جامعة مؤتة، الأردن.
شغل المجالي العديد من المناصب العسكرية وتدرج في الرتب العسكرية حتى منح رتبة لواء عام 2002. كما شغل العديد من المناصب البارزة منها منصب قائد الحرس الملكي في عهد الملك الحسين. تم تسريحه من الخدمة عام 2002، وعين عام 2005 سفيراً للأردن لدى البحرين، وهو المنصب الذي شغله حتى 9 سبتمبر 2010 عندما تم تكليفه بمنصب مدير الأمن العام خلفًا للفريق مازن القاضي، وفي 13 ديسمبر من العام نفسه تمت ترقية المجالي إلى رتبة فريق.
عين وزيراً للداخلية في حكومة عبد الله النسور في مارس 2013.
استقال في 17 مايو 2015 بعد مداهمة للشرطة في مدينة معان، اتهم فيها المدنيون القوات الأمنية باستخدام القوة المفرطة. كما أُحيل قائد الشرطة توفيق الطوالبة ورئيس الدرك أحمد السويلمين إلى التقاعد بعد الحادثة. خلفه سلامة حماد كوزير للداخلية في 19 مايو.

## مناصب التي شغلها
1. ضابط امن خاص أقدم بـالحرس الملكي الأردني.
2. مرافق عسكري للأمير محمد بن طلال.
3. آمر الكلية العسكرية الملكية.
4. موجه قوات برية بكلية الحرب الملكية الأردنية.
5. قائد لواء حمزة بن عبد المطلب (سيد الشهداء) الحرس الملكي.
6. قائد مجموعة الأمن الخاص للملك حسين بن طلال.
7. سفير المملكة الأردنية الهاشمية لدى مملكة البحرين من 1/1/2005-9/5/2010 .
8. مدير الأمن العام الأردني من 9-5-2010 إلى 30-3-2013 , ويحمل رتبة فريق أول (رتبة عسكرية) .
9. وزيراً للداخلية والشؤون البلدية والقروية في حكومة عبد الله النسور، من 30-3-2013 إلى 21-8-2013
10. وزيراً للداخلية في حكومة عبد الله النسور، من 21-8-2013 حتى 18/5/2015
11. عضو مجلس الأعيان الثامن عشر 19 يناير 2017 حتى الآن.

## الأوسمة والشارات المحلية
1. شارة الكفاءة الفنية والإدارية.
2. شارة قمة الوفاق والاتفاق.
3. وسام الاستحقاق العسكري من الدرجة الرابعة.
4. وسام الاستقلال من الدرجة الثانية.
5. ِشارة تقدير الخدمة المخلصة.
6. شارة الكفاءة التدريبية.
7. شارة الكفاءة القيادية.

## الأوسمة الدولية
1. وسام الملكة ايزابيلا الإسباني.
2. وسام النجمة البيضاء النمساوي.
3. وسام القائدالفرنسي.
4. وسام جوقة الشرف الفرنسي.
5. وسام الشرف الدنمارك.
6. وسام الشرف برتبة قائدالهولندي.

## الدورات التي تلقاها
1. الضباط الأحداث والمشاة للضباط.
2. الاستخبارات السرية والمشاة التأسيسية /الولايات المتحدة الأمريكية
3. أمن وحماية الشخصيات والتعبئة المتقدمة.
4. القيادة والأركان (المشاة البحرية) /الولايات المتحدة الأمريكية
5. الدراسات الدفاعية /بريطانيا.